# Lampo (figlio di Laomedonte)
Lampo (in greco antico: Λάμπος?, Lámpos) è un personaggio della mitologia greca. Fu un principe di Troia.

## Genealogia
Figlio di Laomedonte e di Strimo o Placia (figlia di Otreo) o Leucippe e fu padre di Dolopo.

## Mitologia
Fu il secondo figlio avuto da Strimo e svolgeva il ruolo di consigliere durante il periodo della guerra di Troia e fu, come suo fratello Priamo (l'ultimogenito), uno degli anziani che osservarono la guerra in lontananza e seduti sulle mura delle Porte Scee della città.